# Dumitru Popovici (critic literar)
Dumitru Popovici (n. 25 octombrie 1902, Dăneasa, județul Olt, d. 6 decembrie 1952, Cluj) a fost un critic și istoric literar român.

## Biografie
A fost fiul învățătorilor Ioana (născută Popescu) și Ioan Popovici. A urmat școala primară la Șerbănești-Olt (1909-1914), iar studiile liceale la Liceul „Radu Greceanu” din Slatina (1914-1923). A absolvit Facultatea de litere din București în anul 1927 și obține titlul de doctor în anul 1935. 
A fost asistentul onorific al lui Dumitru Caracostea între anii 1924 și 1926, apoi profesor secundar la Slatina (1927-1930) și Iași (1930-1936). A devenit profesor universitar la facultatea de litere a Universității Regele Ferdinand din Cluj în anul 1936, unde a activat până în anul morții 1952. 
Între anii 1930 și 1934, în vederea pregărtirii doctoratului, audiază la Paris cursurile lui D. Mornet, F. Baldensperger, P. Hazard, M. Roques și A. Mirambel, orientându-se spre studii de literatură comparată  și activează ca lector de limba română la Universitatea Sorbona și la „Școala de limbi orientale”.
Publică primele articole de istorie literară în revista Oltul (Slatina, 1928). A debutat critic, propriu-zis, cu studiul Poezia lui Cezar Bolliac  în Viața românească în anul 1929. A fost unul dintre membri fondatori ai revistei Atheneum din Iași în anul 1935, iar între anii 1935 și 1936 este la conducerea revistei.
Debutul editorial are loc în anul 1935 când își publică teza de doctorat, Ideologia literară a lui I. Heliade Rădulescu, urmată și întregită în același an de studiul Santa cetate. A întemeiat și condus, între anii 1942 și 1948, în timpul refugiului, revista Studii literare la Sibiu, oraș unde a ținut cursuri de istoria ideologiei literare și de istoria literaturii române moderne. Scrie ediții critice din opera lui Dimitrie Bolintineanu (Scrieri alese, 1942) și Ion Heliade-Rădulescu (Opere, I-II, 1939-1943) și pregătește lucrare amplă de istorie a literaturii române moderne, din care publică doar primul volum, La Littérature roumaine à l’époque des Lumières în anul 1945. 
Din ultimii ani ai vieții au rămas în manuscris o serie de proiecte și încercări literare: traducerea parțială a Infernului lui Dante, ciclul de poezii Aur legendar, începutul unui roman cu elemente satirice (Într-o vară, la moșie) și numeroase comedii, dintre care terminate sunt Bucătarul de la Salamandra (1946) și Regele din Propontide (1948-1950).

## Opera
- Ideologia literară a lui I. Heliade Rădulescu, București, 1935;
- „Santa cetate” între utopie și poezie, București, 1935;
- Literatura română în epoca „Luminilor”, curs litografiat ținut la Facultatea de litere și filosofie din Cluj în 1938-1939;
- Literatura română modernă. Tendințe de integrare în ritmul cultural occidental, curs litografiat ținut la Facultatea de litere și filosofie din Cluj în 1939-1940;
- Cercetări de literatură română, Sibiu, 1944; La Littérature roumaine à l’époque des Lumières, Sibiu, 1945;
- Eminescu în critica și istoria literară română, curs litografiat ținut la Facultatea de litere și filosofie din Cluj în febr.-iun. 1947, Cluj, 1947; Poezia lui Eminescu, Cluj, 1948 (curs litografiat); Romantismul românesc, cuvânt înainte de Tudor Vianu, prefață de Dan Simonescu, ed. îngrijită și note I. Petrescu, (București), 1969;
- Poezia lui Mihai Eminescu, prefață de I. Petrescu, (București), 1969; fragment din Regele din Propontide, în Tribuna, XIV, nr. 5, 29 ian 1970 și nr. 48, 30 nov. 1972;
- Studii literare, postfață de A. Martin, ed. îngrijită și note de I. Em. Petrescu, Cluj, I (Literatura română în epoca „Luminilor”), 1972;
- Teatru (Bucătarul de la Salamandra, Regele din Propontide), cuvânt înainte de Anca Hațiegan, Ed. Arpeggione, Cluj, 2002.

## Premii și recunoaștere
În 1942, Dumitru Popovici a primit Premiul Academiei Române, pentru critică literară.
Cu ocazia „Zilelor Dumitru Popovici”, manifestare culturală organizată de Primăria comunei Șerbănești Arhivat în 6 iulie 2016, la Wayback Machine., jud. Olt, în colaborare cu Inspectoratul Școlar Olt și cu Colegiul Național „Radu Greceanu”, pe 8 iunie 1996, s-a hotărât ca Școala cu clasele I – VIII din Șerbănești Arhivat în 19 octombrie 2016, la Wayback Machine. să poarte numele filologului Dumitru Popovici. Tot atunci, în curtea acestei instituții, s-a dezvelit un bust din bronz al lui Dumitru Popovici, creație a artistului plastic slătinean, Nicolae Truță.